# Am achten Tag
Am achten Tag (Original: Le huitième jour) ist eine Tragikomödie von Jaco Van Dormael aus dem Jahr 1996. In dem in belgisch-französisch-britischer Koproduktion entstandenen Spielfilm geht es um die zufällig entstehende Freundschaft zweier Männer, von denen einer das Down-Syndrom hat.

## Handlung
Der belgische Bankmanager Harry geht ehrgeizig, aber abgespannt seinem Job nach, anderen in immer gleich gestalteten Seminaren das vermeintliche Geheimnis beruflichen Erfolgs zu vermitteln. Darin ist er gut, aber die Arbeit hält ihn regelrecht gefangen. Seine Familie kommt ständig zu kurz, und von einer aktiven, aufmerksamen Rolle als Ehemann und Vater hat er sich weit entfernt. Darum hat seine Frau Julie ihn verlassen und die beiden gemeinsamen Töchter mitgenommen. Das trifft ihn zwar hart, aber er findet keinen Weg, um aus der Spirale der Arbeitssucht auszubrechen. Sein Leben erscheint ihm festgefahren und einsam, er trägt sich mit Suizidgedanken.
In einer regnerischen Nacht überfährt Harry versehentlich einen Hund. Als er anhält, kommt Georges auf ihn zu. Der junge Mann mit Down-Syndrom ist aus seinem Behindertenwohnheim weggelaufen, um seine Mutter zu besuchen. Sie ist zwar seit vier Jahren tot, aber das verrät er noch nicht. Erschreckt und etwas verstört über die unerwartete Begegnung mit einem sichtbar behinderten Menschen, bietet Harry an, Georges nach Hause zu fahren. Schon sitzt der vom Regen völlig durchnässte Mann in Harrys Mercedes-Benz – und steigt fortan nicht mehr aus. So hatte sich der Bankmanager das nicht gedacht.
Nun beginnt für die beiden sehr ungleichen Männer eine spannende, teils lustige, teils traurige, aber stets intensive gemeinsame Zeit. Für Harry wird es eine Reise zu sich selbst. Er schafft es, sich durch den Kontakt mit dem lebensfrohen, unkomplizierten Georges an verloren geglaubte Gefühle heranzutasten, emotionale Blockaden aufzulösen und zu der Einsicht zu gelangen, dass Geld und beruflicher Erfolg längst nicht die zentralen Wertvorstellungen im Leben sein sollten. Durch diese veränderte Grundeinstellung findet er nach und nach wieder Kontakt zu sich selbst und zu seiner Familie, die er lange Zeit vernachlässigt und enttäuscht hatte.
Georges wiederum erkennt die traurige Tatsache, dass es scheinbar keiner schafft, ihn nach dem Tod der geliebten Mutter emotional aufzufangen. Niemand hatte sich je wirklich bemüht, ihm dabei zu helfen, den Verlust seiner wichtigsten Bezugsperson angemessen zu verarbeiten, und für ihn da zu sein. Darum beschließt er, sich einen letzten Wunsch zu erfüllen – und dann der Mutter zu folgen.

## Produktion
Am achten Tag war der zweite Spielfilm des Regisseurs Jaco Van Dormael. Die Dreharbeiten fanden in Belgien, darunter in Brüssel und Ottignies-Louvain-la-Neuve, statt. Das Budget betrug umgerechnet rund 9,39 Millionen Euro. Um sich auf seine anspruchsvolle Rolle vorzubereiten, hörte sich Pascal Duquenne immer wieder Tonbänder mit den Dialogen an. Die Frau von Regisseur Jaco Van Dormael hatte sie extra für ihn besprochen.
Der Film erlebte im Mai 1996 im Rahmen der Internationalen Filmfestspiele von Cannes 1996 seine Premiere. Am 22. Mai 1996 kam er in die französischen Kinos, wo er von 3.602.200 Besuchern gesehen wurde. Er lief am 5. Dezember 1996 auch in Deutschland in den Kinos an. Am 25. September 1997 erschien der Film in Deutschland auf Video und kam 1998 in Frankreich auf DVD heraus.

## Kritik
Der film-dienst nannte Am achten Tag ein „teilweise ins Märchenhafte übersteigertes Drama, das auf der Basis der präzisen Charakterisierung eines am Down-Syndrom leidenden Menschen formal virtuos dessen überbordende Gefühls- und Fantasiewelt nutzt, um die Grenzen zwischen Wirklichkeit und Illusion aufzuheben“. Der Film sei dennoch eher ein „unterhaltsamer filmischer Schelmenroman als eine überzeugende Auseinandersetzung mit der Normalität und dem Problem der Ausgrenzung des ‚Unnormalen‘.“ Der Spiegel lobte das Spiel von Auteuil und Duquenne, die „zwei anrührende Hauptdarsteller“ seien, schrieb jedoch, dass der Film, „bei all seiner technischen Bravour, ihnen eine sehr gekünstelte, gespreizte und literarisch bedeutungssüchtige Geschichte aufbürdet: Die Traumpoesie, die da erblüht, ist höchstens die des Edelkitschs.“

## Auszeichnungen

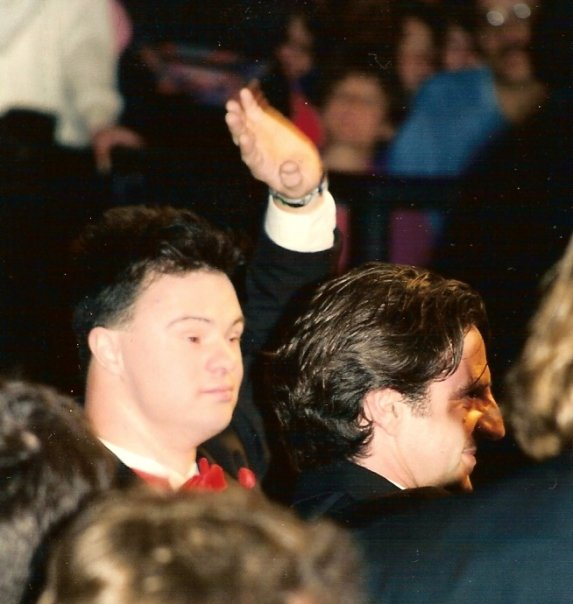
Pascal Duquenne und Daniel Auteuil auf den Internationalen Filmfestspielen von Cannes 1996

Auf den Internationalen Filmfestspielen von Cannes 1996 erhielten die Hauptdarsteller Daniel Auteuil und Pascal Duquenne den Preis in der Kategorie Bester Darsteller. Der Film lief zudem im Wettbewerb um die Goldene Palme.
Im Jahr 1997 war Am achten Tag für den Golden Globe Award in der Kategorie Bester fremdsprachiger Film nominiert. Daniel Auteuil erhielt im selben Jahr eine César-Nominierung in der Kategorie Bester Hauptdarsteller. Am achten Tag war 1997 der belgische Beitrag für einen Oscar als Bester fremdsprachiger Film, wurde jedoch nicht nominiert.